# Jan Syczewski
Jan Syczewski, biał. Ян Сычэўскі, trb. Jan Syczeuski (ur. 26 marca 1937 w Strykach, zm. 9 marca 2023 w Białymstoku) – polski polityk, samorządowiec, działacz mniejszości białoruskiej, członek zarządu województwa podlaskiego (2002–2007), poseł na Sejm III kadencji.

## Życiorys
Syn Jana i Krystyny. W 1967 ukończył studia pedagogiczne na Wydziale Humanistycznym WSP w Gdańsku. W latach 1955–1962 pracował jako nauczyciel w szkołach podstawowych. Od 1962 do 1964 pełnił funkcję sekretarza zarządu oddziału powiatowego Związku Nauczycielstwa Polskiego w Hajnówce. Od 1964 kierował Domem Kultury Związków Zawodowych w Białymstoku. Od 1970 do czasu przejścia na emeryturę pracował na Politechnice Białostockiej, gdzie kierował Zakładem Nowych Technik Nauczania.
Przez wiele lat był działaczem Polskiej Zjednoczonej Partii Robotniczej. W 1997 został wybrany na posła na Sejm z ramienia Sojuszu Lewicy Demokratycznej. W 2001 bez powodzenia kandydował do Senatu z ramienia KWW „Podlasie”, pozostawał przy tym członkiem SLD. W latach 2002–2014 sprawował mandat radnego Sejmiku Województwa Podlaskiego, w 2014 nie uzyskał reelekcji. W latach 2002–2007 pełnił funkcję członka zarządu województwa podlaskiego. W 2009 bez powodzenia kandydował z listy KKW SLD-UP w wyborach do Parlamentu Europejskiego w okręgu Olsztyn.
Był wieloletnim prezesem Białoruskiego Towarzystwa Społeczno-Kulturalnego w Polsce, pełnił tę funkcję do 2022. W 2001 w Mińsku wypowiadał się przeciwko integracji Polski z Unią Europejską, wskazując jako wzór białoruską „demokrację” Alaksandra Łukaszenki.
Został pochowany w Dojlidach.

## Odznaczenia
- Krzyż Komandorski Orderu Odrodzenia Polski (2002)[7]
- Medal Franciszka Skaryny (Białoruś, 1996)[8]
- Order Franciszka Skaryny (Białoruś, 2016)[9]